# Зимбабве на Олимпийских играх
Зимбабве впервые приняла участие в летних Олимпийских играх в 1980 году в Москве и с тех пор выступала на всех летних Олимпийских играх. В зимних Олимпийских играх спортсмены Зимбабве впервые приняли участие в 2014 году.
За время выступления на Олимпийских играх Зимбабве завоевала 8 олимпийских медалей: 3 золотых, 4 серебряных и 1 бронзовую. Практически все медали, кроме золота в соревнованиях по хоккею на траве среди женщин, были завоёваны Кирсти Ковентри в соревнованиях по плаванию на Играх в Афинах и в Пекине.
Национальный олимпийский комитет Зимбабве был образован в 1934 году и принят МОК в 1980 году.

## Олимпийские медалисты от Зимбабве
| Медаль  | Имя | Игры        | Вид спорта      | Дисциплина                           |
| ------- | --- | ----------- | --------------- | ------------------------------------ |
| Золото  | Национальная команда: Сара Инглиш, Арлин Боксолл, Энн Грант, Бренда Филлипс, Пэт Маккиллоп, Соня Робертсон, Триш Дэвис, Морин Джордж, Линда Уотсон, Сью Хаггетт, Джилл Коули, Лиз Чейз, Сэнди Чик, Хелен Волк, Крис Принслу, Антеа Стюарт | Москва 1980 | Хоккей на траве | женщины                              |
| Золото  | Кирсти Ковентри | Афины 2004  | Плавание        | женщины, 200 м на спине              |
| Серебро | Кирсти Ковентри | Афины 2004  | Плавание        | женщины, 100 м на спине              |
| Бронза  | Кирсти Ковентри | Афины 2004  | Плавание        | женщины, 200 м комплексным плаванием |
| Золото  | Кирсти Ковентри | Пекин 2008  | Плавание        | женщины, 200 м на спине              |
| Серебро | Кирсти Ковентри | Пекин 2008  | Плавание        | женщины, 100 м на спине              |
| Серебро | Кирсти Ковентри | Пекин 2008  | Плавание        | женщины, 200 м комплексным плаванием |
| Серебро | Кирсти Ковентри | Пекин 2008  | Плавание        | женщины, 400 м комплексным плаванием |

## Медальный зачёт

### Медали на летних Олимпийских играх
| Игры                | Золото | Серебро | Бронза | Всего |
| ------------------- | ------ | ------- | ------ | ----- |
| 1980 Москва         | 1      | 0       | 0      | 1     |
| 1984 Лос-Анджелес   | 0      | 0       | 0      | 0     |
| 1988 Сеул           | 0      | 0       | 0      | 0     |
| 1992 Барселона      | 0      | 0       | 0      | 0     |
| 1996 Атланта        | 0      | 0       | 0      | 0     |
| 2000 Сидней         | 0      | 0       | 0      | 0     |
| 2004 Афины          | 1      | 1       | 1      | 3     |
| 2008 Пекин          | 1      | 3       | 0      | 4     |
| 2012 Лондон         | 0      | 0       | 0      | 0     |
| 2016 Рио-де-Жанейро | 0      | 0       | 0      | 0     |
| 2020 Токио          | 0      | 0       | 0      | 0     |
| 2024 Париж          | 0      | 0       | 0      | 0     |
| Всего               | 3      | 4       | 1      | 8     |

### Медали по видам спорта
| Вид спорта      | Золото | Серебро | Бронза | Всего |
| --------------- | ------ | ------- | ------ | ----- |
| Плавание        | 2      | 4       | 1      | 7     |
| Хоккей на траве | 1      | 0       | 0      | 1     |
| Всего           | 3      | 4       | 1      | 8     |